# Zachodniopolskie Towarzystwo Rolnicze
Zachodniopolskie Towarzystwo Rolnicze (niem. Westpolnische Landwirtschaftliche Gesellschaft, We-La-Ge) – organizacja rolnicza mniejszości narodowej niemieckiej w Polsce, działająca w okresie II Rzeczypospolitej.

## Historia
Związek powstał 9 listopada 1923 roku w Poznaniu po rozwiązaniu przez polskie władze „Deutschtumsbundu” i jej organizacji rolniczej „Zjednoczenie Niemieckich Związków Chłopskich” (niem. Hauptverein der deutschen Bauernvereine). Związek zrzeszał w 203 kołach około 10 000 niemieckich rolników z województwa wielkopolskiego (około 300 hektarów ziemi). Celem związku była m.in. ochrona interesów członków w zakresie rolnictwa i przemysłu rolnego. Silne wpływy w związku miało Zjednoczenie Niemieckie.